# Плохие парни 2 (мультфильм)
«Плохи́е па́рни 2» (англ. The Bad Guys 2) — американский компьютерно-анимационный комедийный фильм-ограбление, создаваемый студией DreamWorks Animation и распространяемый компанией Universal Pictures, вольная адаптация одноимённой серии детских книг за авторством Аарона Блэйби. Продолжение мультфильма «Плохие парни» (2022) и вторая кинолента в одноимённой франшизе. Режиссёр — Пьер Перифел, сорежиссёр — Джей Пи Санс, сценарий написали Йони Бреннер и Итан Коэн. Сэм Рокуэлл, Марк Марон, Аквафина, Крэйг Робинсон, Энтони Рамос, Ричард Айоади, Зази Битц, Алекс Борштейн и Лилли Сингх, озвучивавшие главные роли в первой части, вернулись к своим ролям; к ним присоединились Даниэль Брукс, Мария Бакалова и Наташа Лионн.
Мультфильм вышел в прокат стран СНГ 31 июля 2025 года, а в американский — 1 августа. Проект получил положительные отзывы критиков и собрал в мировом прокате $ 117 млн.

## Сюжет
После выхода из тюрьмы «Плохие парни» пытаются влиться в общество. Волк, Акула, Пиранья и Тарантула безуспешно пытаются найти работу, в то время как Змей почти не появляется дома. Губернатор Диана Лисингтон вдохновляет Волка дать людям причину полюбить их, и тот помогает комиссару полиции Мисти Лаггинс в поисках нового преступника по прозвищу Фантом. «Плохие парни» приходят к выводу, что этим преступником является Змей, но ошибаются, ведь тот проводит время со своей новой девушкой Сьюзан. Когда «Плохие парни» пытаются разоблачить Фантома, их подставляют.
Позднее их похищает группа женщин-преступниц, в состав которой входят Кисонька, Хрюкля и Леди Тень — последняя использовала псевдоним «Сьюзан», чтобы через Змея выйти на остальных. Кисонька убеждает их помочь угнать экспериментальную ракету MoonX, шантажируя их видеозаписью, раскрывающей, что Диана на самом деле бывшая преступница, известная как Рыжая Лапка. Сама Диана тем временем навещает в тюрьме своего бывшего противника профессора Мармелада. Он рассказывает, что Кисонька хочет украсть всё золото на Земле с помощью металла мегаферрита (в оригинале — макгаффинит, англ. MacGuffinite), приваренного к магниту на космической станции.
Группа успешно крадёт у владельца ракеты Джеремии Муна умные часы, с помощью которых он может ей управлять. Кисонька, как и обещала, отдаёт Волку флешку с записью, но мешает «Плохим парням» уехать с записанным на видео её признанием. Кисонька загружает видео в интернет, после чего личность Дианы становится известна всему миру, Мармелада досрочно освобождают, а «Плохих парней» арестовывают. Диана сражается с девушками перед посадкой на ракету, но те стреляют в неё транквилизатором; теряя сознание, Диана успевает попасть на борт. Лаггинс признаёт, что доверяет «Плохим парням», и помогает им попасть на ракету.
Когда Волк добирается до Кисоньки, та ломает пульт управления магнитом. В ходе схватки Волку удаётся стащить у неё часы, и с их помощью он направляет ракету прямо в магнит, уничтожая его и возвращая всё притянутое к нему золото на Землю. Разъярённая Кисонька пытается убить Волка, но её останавливает Диана. Космическая станция начинает падать на Землю, в то время как Хрюкля, Леди Тень и Кисонька сбегают в спасательной капсуле. Вскоре Кисоньку сажают в тюрьму, Тень и Хрюклю приговаривают к исправительным работам, а «Плохие парни» и Диана, которые официально считаются погибшими, становятся секретными агентами.

## Роли озвучивали
- Сэм Рокуэлл — Мистер Волк[4]
- Марк Марон — Мистер Змей[4]
- Аквафина — Мисс Тарантула / «Кнопа»[4]
- Крэйг Робинсон — Мистер Акула[4]
- Энтони Рамос — Мистер Пиранья[4]
- Зази Битц — Диана Лисингтон / Рыжая Лапка
- Даниэль Брукс — Кисонька / «Фантом»[5]
- Наташа Лионн — Леди Тень / «Сьюзан»[5]
- Мария Бакалова — Хрюкля Петрова[5]
- Алекс Борштейн — комиссар полиции Мисти Лаггинс[5]
- Ричард Айоади — профессор Мармелад
- Лилли Сингх[англ.] — Тиффани Фуфли
- Омид Джалили — господин Сулейман
- Колин Джост — мистер Мун
- Хайме Камил — Хорошенький Хорхе
- Майкл Годер — Крэйг
- Келли Стейблс — Морин
  - Кэтрин Райан[англ.] озвучивает Морин в британской версии[6]
- Хьюго Савинович[англ.] — комментатор на боях без правил
- Хорхе Гутьеррес — зритель на боях без правил

## Производство
В марте 2022 года, за месяц до выхода мультфильма «Плохие парни» в американский прокат, его режиссёр Пьер Перифел заявил о своём желании поработать над продолжением. 26 марта 2024 года студия DreamWorks Animation официально анонсировала мультфильм-сиквел; Перифел вернулся к режиссуре, а сорежиссёром стал Джей Пи Санс, бывший руководителем отдела анимации персонажей при производстве первой части. К озвучке вернулись все актёры из первого мультфильма — Сэм Рокуэлл, Марк Марон, Аквафина, Крэйг Робинсон, Энтони Рамос, Ричард Айоади, Зази Битц, Алекс Борштейн и Лилли Сингх. Кроме того, саундтрек напишет композитор первого мультфильма Дэниел Пембертон. 13 июля 2024 года появилась информация о присоединении к актёрскому составу Наташи Лионн. В ноябре того же года стало известно, что в озвучке принимают участие Даниэль Брукс и Мария Бакалова.
6 октября 2023 года в Сети появилась информация о том, что студия Sony Pictures Imageworks работает над анимацией на тот момент неназванного проекта, который должен был выйти в 2025 году. Imageworks сотрудничала с DreamWorks, которая пробовала работать по схеме «смешанного производства». Препродакшеном занималась сама DreamWorks, в чьи обязанности входило создание примерно 50 % асетов и одного часа фильма, в то время как Imageworks отвечала за оставшиеся 50 % асетов и другие двадцать минут.

## Премьера
«Плохие парни 2» вышли в американский прокат 1 августа 2025 года. В странах СНГ премьера состоялась 31 июля.
В рамках долгосрочного соглашения Universal с Netflix после цифрового релиза мультфильм будет доступен на стриминговом сервисе Peacock в течение четырёх месяцев, после чего на следующие десять месяцев перейдёт на Netflix, а затем вернётся на Peacock ещё на четыре месяца.

## Будущее
В июне 2025 года режиссёры заявили в интервью о планах на создание третьей части.